# Улица цара Душана (Стари град)
| Улица цара Душана              | Улица цара Душана                                                                                       |
| ------------------------------ | --- |
|                                | |
| Општина                        | Стари град                                                                                              |
| Почетак                        | Зоолошки врт                                                                                            |
| Крај                           | Скадарска улица (Скадарлија)                                                                            |
| Дужина                         | 1300 метара m                                                                                           |
| Ширина                         | 18 метара m                                                                                             |
| Створена                       | пре XVI века                                                                                            |
| Названа                        | XIX век                                                                                                 |
| Стари називи                   | Видински друм Видински сокак (1790) Видинкапијска (1848) Die lange Gasse (срп. Дуга) Цара Душана (1872) |
|                                | |
|                                | |
| Улица цара Душана 1930. године | |

Улица цара Душана (колоквијално: Душанова улица) је једна од прометнијих улица у Београду и налази се у Градској општини Стари град.
Простире се од Дунавског обданишта (Предшколске установе „Дечји дани“) на раскрсници са Улицом Пјарона де Мондезира до Скадарске улице (Скадарлије). Дугачка је око 1300 метара.
Мештани Дорћола је најчешће зову Душанова улица. Обично се узима да она раздваја Горњи и Доњи Дорћол, односно некадашње просторе Јалије и Зерека.

## Историјат

### Турска владавина Београдом

#### Безистан и каравансарај Мехмед-паше Соколовића
Безистан и каравансарај које је подигао велики везир Мехмед-паша Соколовић између 1572. и 1578. године, налазили су се на „...у самој великој чаршији или на главном тргу Доње чаршије, на месту које данас запремају делови улица и предњи део блока између Душанове, Тадеуша Кошћушка и Страхињића Бана улице.“ Сам безистан се налазио на парној страни Душанове улице.
Пут који је излазио из унутрашње Видин капије на Доњем граду Београдске тврђаве, у почетку је називан Видински друм. Завршавао се код спољне, градске или варошке Видин капије, која је постојала до XIX века на месту данашње Прве београдске гимназије.

### Аустријска владавина Београдом (1717—1739)
У време аустријске владавине Београдом од 1717. до 1739. године, град је почео да добија барокни изглед и да подсећа на подунавске вароши Хабзбуршке монархије. Из града је исељен највећи број турског становништва и почело је систематско насељавање немачког становништва, које је трајало до 1726. године. Џамије у тврђави су срушене током опсаде, док су оне у вароши сачуване, али претворене у објекте за војне потребе или претворене у католичке богомоље, попут Бајракли џамије која је постала језуитски самостан.
Принц Еуген Савојски, који је предводио напад на Београд, кратко је становао у каравансарају Мехмед-паше Соколовића, јер се убрзо вратио у Беч и наставио нове ратне припреме.
Душанова улица се у то време назива Lange Gasse (срп. Дуга улица). Она постаје центар немачке вароши и бива проширена.
На углу Цара Душана и Капетан Мишине улице, налазила згради из времена аустријске владавине, која је због близине спољне Видин капије служила као стражара. О овој згради је писао Бранислав Нушић: „Још за време аустријске владавине Београдом постојала је ту зграда која је морала бити каква војничка установа. (...) Та мала стражарска касарна имала је два справа; на горњем је становао старешина страже, а доле војска. Ту се сваки пролазник, који би излазио из вароши или улазио у варош, морао пријавити. На тој згради, споља, био је истакнут велики црни орао, аустријски грб.“ Касније је стражара претворена у кафану, а пошто се и даље назирао аустријски орао, након два века, названа је „Код црног орла“.

#### Гувернерова палата
Палата гувернера Србије, према историчару Жељку Шкаламери, налазила се: „...у близини Пиринчане, тада Војне апотеке, у наспрамном блоку с десне стране данашње Душанове улице.“ Ту је становао гувернер фелдмаршал Карл Александар, војвода од Виртемберга.
Гувернерова палата се налазила у оквиру великог административног комплекса између Душанове, Господар Јованове, Риге од Фере и Улице Краља Петра.

### Видински друм
Простирање између градске или унутрашње и варошке или спољне Видин капије, одредио је да ова улица већим делом своје историје буде повезана са овим топонимом, те је називана Видински сокак, Видинкапијска, Видинска џада и Видински друм.

### Настанак Дорћола
Раскрсница Улице цара Душана и Улице краља Петра се узима за нулту тачку Дорћола, насеља у најстаријем језгру Београда. Књижевница и академик Светлана Велмар-Јанковић је записала: „Онима који добро познају историју овога краја није представљао напор да утврде да се круг подудара са средиштем ове раскрснице која се некада звала Дорт-јол, што, на турском, значи четири пута или четири сокака и по којем је, доцније, цео крај на падини према Дунаву добио име. За то је средиште и за ту раскрсницу на којој се данас секу улице Душанова и Краља Петра, везано је доста веродостојно усмено предање.“
Велмар-Јанковић је тврдила, позивајући се на тврдње Филипа Христића, да су на овој раскрсници извршавање смртне казне у време турске владавине Београдом.

### Међуратни период
Кривина на углу са улицом маршала Пилсудског (Тадеуша Кошћушког) издигнута је и проширена у августу 1939. за потребе аутомобилске трке следећег месеца.

#### Кафана гостионица „Б. Нушић“
Налазила се у Улици цара Душана 20 и отворена је пре 1860. године. Првобитно је носила име „Високи Дечани“, али је 30-их година променила назив у „Б. Нушић“ у част комедиографа Бранислава Нушића. Власници и рентијери су се често смењивали: Милан Николић (1912), браћа Ђорђевић (1912–1922), Михајло Марковић (1922–1933), Мара Ристић (1933) и В. Петровић (1933–1941).
У овој кафани је 1935. године, одржана скупштина Удружења бранилаца Београда 1915., поводом 20. годишњице одбране Београда у Првом светском рату. Локација је одабрана и из разлога близине места на којем су вођене борбе.

#### Развој трамвајског саобраћаја
Шине за трамвај у смеру према Скадарлији, постављене су 1922. године.

### Познати становници
Наредник Српске војске из Балканских ратова и Првог светског рата Софија Јовановић је рођена у Душановој улици, где је њен отац држао месарску радњу.

### Савремена историја

#### Експлозија бомбе и погибија Бошка Раичевића
Дана 22. јуна 2012. године, приликом експлозије бомбе у аутомобилу који је стајао на семафору испред зграде Службе катастра непокретности у Улици цара Душана бр. 1, погинуо је Бошко Раичевић, сарадник криминалне групе из Сурчина. Најпре се веровало да је реч о убиству, али је полицијска истрага утврдила је до експлозије дошло због бомбе којом је Раичевић неспретно руковао у свом аутомобилу.

#### Убиство испред Конобе „Акустик”
Приликом полицијске интервенције 24. септембра 2017. године око 02.00 часа, због сукоба групе мушкараца испред Конобе „Акустик” у Улици цара Душана бр. 13, дошло је до пуцњаве у којој је полицијски службеник убио човека који је ранио власника конобе, приликом покушаја бекства.

#### Реконструкција улице 2020. године
Реконструкција Улице цара Душана је најављивана годинама. Почела је у склопу завршне фазе реконструкције Улице краљице Марије, Улице 27. марта и Улице Џорџа Вашингтона, које се надовезују на Улицу цара Душана. Радови на Улици краљице Марије, као првој етапи велике реконструкције, отпочели су 15. јула 2019. године.
Мањи део Душанове улице је реконструисан у фази радова на потезу између Булевара деспота Стефана и Француске улице. Реконструкција од Француске улице до Улице Тадеуша Кошћушка, почела је 25. јуна 2020. године.
Најпре је улица затворена до Улице краља Петра и Дубровачке улице, како би се преусмеравала возила градског саобраћаја кроз Дубровачку улицу. Потом су почели и радови на последњем делу до Улице Тадеуша Кошћушка.

## Знаменити објекти и културна добра

### Дунавско обданиште
Дунавско обданиште се налази у Улици цара Душана бр. 1, на раскрсници са Улицом Тадеуша Кошћушка.
Смештено је у вили коју је за потребе дечијег смештаја поклоника краљица Марија Карађорђевић. У другој половини 1930-тих у вртићу је било 50 - 60 деце.
Од 1. јануара 1978. године, налази се у саставу јединствене предшколске организације на територији Градске општине Стари град, која од 1990. године носи назив Предшколска установе „Дечји дани.“

### Кућа Елијаса Флајшмана
Кућа Елијаса Флајшмана  је најстарија кућа на територији Београда, уколико се не рачуна кафана „Бели медвед“ у Земуну, која је настала средином 18. века, а постојала је засигурно 1658. године. Налази се у Улици цара Душана бр. 10.
Грађена је у барокном стилу између 1724. и 1727. године, према пројекту генерала барона Николе Доксата де Мореза, који је током аустријске владавине Београдом извршио обимну реконструкцију Београдске тврђаве и тако постао први београдски урбаниста. Кућа се налазила у оквиру комплекса војних објеката и двора кнеза Еугена Савојског, међусобно повезаних подземним тунелима. Ванредни професор Архитектонског факултета Универзитета у Београду Зоран Ђукановић сматра да је де Морезово уређење града требало да створи: „...најсавршенија одбрамбена машина и први непробојни бастион одбране Аустроугарског царства, Европе и хришћанства...“
Припадала је Елијасу Флајшману, ременару (кожарском трговцу и занатлији). Њена изградња је коштала 10.000 рајнских форинти. Једина је сачувана од укупно седам истоветних кућа које су постојале у низу, грађених по моделу који се често сретао у подунавским деловима Хабзбуршког царства. Поседује подрум, приземље и спрат. Ходници у подруму су поплављени након изграде Хидроелентране Ђердап, услед подизања нивоа Дунава, тако да је данас у њих немогуће ући.
Током Другог светског рата, једна немачка војна група је вршила истраживање у подруму куће.
Приземље куће је кроз историју углавном служило за смештај занатских радњи, па је тако до средине 1950. године била смештена и кројачка радионица „Народни херој Анђа Ранковић“. Касније је отворена пекара Ђорђа А. Илића, прва радња у СФР Југославији са 24-часовним радним временом током читаве године. Кућа се појављује у једном кадру југословенског филма „Хало такси“, у којем је главну улогу тумачио Бата Живојиновић.
Од 1987. године, налази се под заштитом државе као културно добро („Службени лист града Београда“ бр. 16/87).
Данас се испред куће налази станица јавног градског превоза (трамваји 2, 5, 10 и аутобуси 24 и 79). У приземљу су смештене стаклорезачка радња „Стаклопан“ и пекара „Лазаревић“ од 19. фебруара 2008. године.

### Зграда Друштва Светог Саве
Зграда Друштва Светог Саве је грађена према пројекту чувеног архитекте Петра Бајаловића из 1914. године. Изградњу је зауставио почетак Првог светског рата, тако да је завршена тек 1. маја 1924. године. Налази се у Улици цара Душана бр. 10, на углу са Улицом браће Барух.
Било је замишљено да се рентирањем ове зграде, обезбеде средства за рад Друштва Светог Саве. Тако су ту биле смештене Богословија Светог Саве, школа за глувонеме, Друштво Стефан Дечански...
У току одбране Београда 1915. године, због близине фронта, зграда је претворена у превијалиште и војну болницу.
Зграда је проглашена за споменик културе 1997. године („Службени гласник РС бр. 51/97“).

### Дом Светог Саве
Дом Светог Саве је изграђен 1890. године, према пројекту архитекте Јована Илкића, а за потребе културно-просветног и хуманитарног Друштва Светог Саве које су основали професор Велике школе и члан Српске краљевске академије Светомир Николајевић, песник Стеван Владислав Каћански, књижевник и новинар Милан Ђ. Милићевић (секретар Српског ученог друштва), Срета Стојковић, историчари Љубомир Ковачевић и Панта Срећковић, затим трговац Коста Шуменковић, филолог и дипломата Милојко Веселиновић, правник Милош Милојевић и протосинђел Фирмилијан (потоњи епископ скопски), 24. августа/6. септембра 1886. године, уз подршку краља Милана Обреновића и председника Министарског савета Милутина Гарашанина.
Плац у вредности од 12.000 тадашњих динара за изградњу овог здања, Друштво је добило од Министарства грађевина. Изградњу су помогли краљ Александар Обреновић (2000 динара), Београдска општина (1000 динара), Ђорђе Вајферт са 51.000 цигала и 849 динара, као и краљица Наталија Обреновић са 300 динара. Прилози су скупљани по читавог Србији, као и у иностранству.
Зграда је обновљена након Првог светског рата. Према пројекту Петра Бајаловића, додат јој је трећи спрат 1923. године, а на фасади су постављени грбови јужнословенских земаља по нацртима Ђоке Јовановића.
У згради су биле смештене Прва београдска гимназија од 1905. до 1939. године и капела Светог Александра Невског (претеча цркве која је касније подигнута у истој улици).
Комунистичке власти су након Другог светског рата, Друштву Светог Саве одузеле целокупну имовину.
Од 1983. године, налази се под заштитом државе као непокретно културно добро („Службени гласник града Београда“ бр. 4/83).
Дом Светог Саве се налази у Улици цара Душана бр. 13. Данас је у овом здању смештен Физички факултет Универзитета у Београду, док се у подрумским просторијама смештени Коноба „Акустик“ и клуб „Атом академија“.

### Дорћолска основна школа (Техничка школа Дрво арт)
Дорћолска основна школа је саграђена 1893. године, према пројекту архитекте Милана Капетановића, аутора идејних решења зграде Техничких факултета Универзитета у Београду, Дома Јеврема Грујића, синагоге у Улици цара Уроша... Налази се у Улици цара Душана бр. 23.
Од оснивања до 1927. године, носила је име „Српска краљевска основна школа“. Потом, постала је Основна школа „Јанко Веселиновић“. Међу учитељима ове школе је био и Миладин Зарић, који је самосталном иницијативом извршио деминирање Старом савског моста, минираног од немачких окупационих власти током Београдске операције у октобру 1944. године.
Од 1969. године, у зграду је смештена Дрвнопрерађивачка школа „Момчило Поповић Озрен“, названа по шумарском инжењеру, команданту Озренског партизанског одреда који је погинуо 1943. године и проглашен за народног хероја.. Школа је добила Републичку награду „25. мај“ као најбоља стручна школа у СР Србији 1974. године. Дограђен јој је стаклени објекат уочи 1986/87. школске године, за потребе практичне наставе.
Ново име је добила 1987. године и постала је Школа за дрвопрерађивачку струку и пејзажну архитектуру „Момчило Поповић Озрен“, а од 1993. године је носила име Техничка школа за обраду дрвета, унутрашњу декорацију и пејзажну архитектуру.
Данашње име Техничка школа „Дрво арт“, понела је 2008. године.
Решењем Завода за заштиту споменика културе града Београда бр. 205/3 од 3. марта 1966. године, проглашена је за споменик културе.

### Парно купатило браће Крсмановић
Парно купатило браће Крсмановић се налази у Улици цара Душана бр. 45а. Саграђено је 1901. године на остацима некадашњег „Малог амама“ из XVIII века.
Проглашено за културно добро („Службени гласник РС“ бр. 32/01).

### Прва београдска гимназија
Прва београдска гимназије је основана 18. јуна 1839. године као Гимназија београдска, одлуком Намесништва на предлог Попечитељства просвештенија. Гимназија је често мењала зграде у којима је радила, па је тако од 1905. до 1939. године, била и у Дому Светог Саве у Душановој улици.
Директор гимназије Лазар Кнежевић је 1928. године, први пут затражио од министра просвете да омогући изградњу зграде гимназије. Исти захтев је упутио и директор Милан Јанковић 1932. године. Одлука о изградњи је донета 1935. године.
Београдска општина је за потребе зграде гимназије доделила плац у Улици цара Душана бр. 61.
Освештање камена темељца је уприличено 20. септембра 1936. године, а завршена зграда Прве мушке реалне гимназије је освештана 26. априла 1938. године. Самим тим, гимназија је радила без своје зграде 99 година.
Професор ове гимназије из времена када је добила своју зграду, био је Борис Тадић (председник Републике Србије 2004-2012 и Демократске странке).
Од изградње зграде, ову гимназију су похађали Вук Јеремић (председавајући Генералне скупштине УН и министар спољних послова Републике Србије), адвокат Тома Фила, глумац Никола Симић, глумац Феђа Стојановић, глумац Драган Вујић Вујке, проф. др Марија Богдановић (прва жена ректор Универзитета у Београду), кошаркаш Драган Капичић (играч КК Црвена звезда, репрезентативац Југославије и председник Кошаркашког савеза Србије), Немања Шаровић (дугогодишњи народни посланик и заменик председника Српске радикалне странке), Милица Ђурђевић (председник Српске странке Заветници)...
Зграда Прве београдске гимназије је проглашена за споменик културе 1989. године („Службени гласник града Београда“ бр. 12/89).

### Црква Светог Александра Невског
Црква Светог Александра Невског има традицију од 1877. године и времена Српско-турских ратова, када су руски добровољци са генералом Михаилом Черњајевим долазили да се боре за српску независност.
Сама црква је подигнута тек 1929. године. Пројекат је израдила Јелисавета Начић, београдски општински архитекта и прва жена архитекта у Србији.
Иконостас од белог венчачког мермера, поклонио је краљ Александар I Карађорђевић, појединачно највећи добротвор ове цркве. Овај иконостас је првобитно био предвиђен за цркву Светог Ђорђа на Опленцу, задужбину и маузолеј породице Карађорђевић.
Црква Светог Александра Невског се налази у статусу споменика културе од 1983. године („Службени лист града Београда бр. 4/83”).

## Друге зграде
У згради на броју 4, било је организовано превијалиште током одбране Београда у Првом светском рату 1914. и 1915. године.
Зграда у Улици цара Душана бр. 8, саграђена је 1922. године. У њеном приземљу је кафану држао извесни "Чика Радојко". Касније се у том локалу налазио Ц-маркет, потом Макси и на крају "Shop and go".
У Душановој бр. 10, Воја Јанчић је држао пиљарску радњу.
У Душановој бр. 12, налазила се кућа скоро истоветна кући Емиласа Флајшмана. Срушена је двадесетих година 20. века, због изградње Фабрике трикотаже "Елка".
У кући која се налазила на броју 20, био је Берберско фризерски салон „Вукосављевић“, пре Другог светског рата.
На углу Цара Душана и Краља Петра, налазила се кафана „Дарданели“.
У Душановој улици бр. 46, налазило се седиште Хуманитарног друштва „Насушни хлеб“, које је имало народну кухињу за сиротињу. Радило је од 1927. (или новембра 1926.), издали су милионити хлеб 1936. и то са златником.
У броју 66 налази се ресторан "Марш на Дрину", отворен 2. априла 1968; раније се ту налазио ресторан друштвене исхране "Милочер".
У трошној кућици на броју 86, налазила се кафана „Жабарац“.